# Villa Angiolina u Opatiji
Villa Angiolina je zgrada koja je obilježila početak turizma Opatije. 
To je vila u pejsažu, paladijevskoga tipa s historicističkim arhitekturalnim oblikovanjem neorenesansnog vokabulara. Okružena je parkom, odnosno glasovitim arboretumom koji je značajan primjer hortikulturne parkovne baštine. Građevina je simetrična s monumentalnim stubištem, s morske strane ispred kojeg je središnji dio parka s cvjetnom rotondom. Unutrašnjost prizemlja je bogato dekorirana štukaturama (frizovi, girlande), neokorintskim stupovima, oslikana zoomorfnim i vegetabilnim iluzionističkim slikarijama, urešena zastorima i zrcalima.
Na mjestu vile ranije se nalazila kuća pomorca Matije Justija Katičića, koji je 1845. imanje s kućom prodao riječkom patriciju Paolu Scarpi (1822. – 1884.). U kupoprodajnom se ugovoru navodi da se na imanju nalaze dva objekta: štala i "kućica pokrivena crijepom".  Ta je kuća pregrađena u vilu najkasnije 1848. godine, budući je u spisima iz rujna te godine hvale kao lijepu Villu Scarpa, koju od samog nastanka, zbog romantičnog položaja i gostoljubivosti vlasnika, rado pohode Riječani i stranci. 
Villa je dovršena 1844.[godine se ne slažu] godine, nakon pregradnje jednog starijeg objekta u vlasništvu baruna Hallera von Hallersteina. 
Opatija je dotad bila relativno veliko naselje s oko 120 kuća, udaljenijih od morske obale i orijentiranog uglavnom prema ribarstvu i pomorstvu. Dolaskom riječkih patricija, oca i sina Iginija i Paola Scarpe i podizanjem ljetnikovca Angioline (vilu su tako nazvali po svojoj pokojnoj supruzi, odnosno majci), Opatija otvara vrata čitavom nizu gostiju i putnika, među kojima austrijskoj carici Mariji Ani, botaničaru Heinrichu Noëu, hrvatskom banu Josipu Jelačiću i drugima koji, oduševljeni lokalnom vegetacijom i klimom, šire famu Opatije i tako pripremaju teren za skoro nastajanje klimatskog lječilišta. Nakon Scarpe i njegovog sina Paola, koji se već 1869. bavio idejom osnivanja sanatorija, vilu posjeduju moravski plemić Chorinsky, Društvo južnih željeznica (za čije će ere u vilu biti smješten i prijestolonasljednički par Rudolf i Štefanija te njihov gost, štajerski satirik Rosegger), Međunarodno društvo spavaćih kola, Lječilišno povjerenstvo i drugi. Kako je rasla cijena vile govori i činjenica da je Iginio Scarpa čitav teren kupio za 700 forinti, a 1910. vila s perivojem, punim egzotičnog raslinja, prodana je za 2,5 milijuna kruna. U Scarpino doba Villa Angiolina je stjecište riječke elite i ljetnih zabava na terasama, potkraj austrijskog doba sjedište Lječilišnog povjerenstva s muzičkim paviljonom i živom promenadom pred južnom fasadom.
Od studenog 2007. u vili djeluje Hrvatski muzej turizma.

## Vanjske poveznice
Mrežna mjesta
- Villa Angiolina, Hrvatski muzej turizma